# Thomas F. Hickey

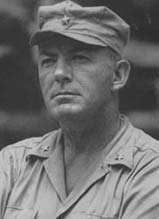
Thomas F. Hickey

Thomas Francis Hickey  (* 1. April 1898 in Boston, Massachusetts; † 1. November 1983 in Arlington, Virginia) war ein US-amerikanischer Generalleutnant der United States Army. Er kommandierte unter anderem die 3. Armee.

## Leben
Thomas Hickey besuchte die öffentlichen Schulen seiner Heimat. Im Jahr 1916 absolvierte er die South Boston High School. Anschließend trat er als einfacher Soldat dem US-Heer bei, wo er nach einer Offiziersausbildung als Leutnant aufgenommen wurde. In der Armee durchlief er anschließend alle Offiziersränge bis zum Dreisterne-General.
Während der Endphase des Ersten Weltkriegs war er auf dem europäischen Kriegsschauplatz als Zugführer einer Maschinengewehreinheit eingesetzt. Er nahm unter anderem an der Schlacht von St. Mihiel und der Maas-Argonnen-Offensive teil. Bei einem seiner Einsätze wurde er verwundet. Nach dem Ende des Krieges gehörte er bis 1922 den Besatzungstruppen in Deutschland an.
In den folgenden Jahren absolvierte er den für Offiziere in den niederen Rangstufen üblichen Dienst in verschiedenen Einheiten und Standorten. Er war unter anderem in bestimmten Bezirken Berater der Nationalgarde. Dazwischen absolvierte er verschiedene Kurse und Schulungen. Dazu gehörten der Field Artillery Officer Course und das Command and General Staff College, an dem er zwischen 1940 und 1942 auch als Dozent wirkte.
Während des Zweiten Weltkriegs war Hickey zunächst im Jahr 1942 Stabsoffizier beim II. Korps. Anschließend wurde er Stabschef beim XI. Korps. Von 1943 bis 1945 kommandierte er nacheinander die Artillerie der 42. Infanteriedivision, des X. Korps und der 31. Infanteriedivision. Dabei war er zunächst noch in den Vereinigten Staaten stationiert, ehe er im südwestlichen Pazifikraum eingesetzt wurde.
Nach dem Krieg wurde er im Jahr 1946 Stabschef der amerikanischen Truppen im besetzten Österreich. Am 16. Oktober 1950 übernahm Thomas Hickey als Nachfolger von Williston B. Palmer das Kommando über die 82. Luftlandedivision. Dieses Kommando behielt er bis zum 31. Januar 1952. Anschließend wurde er Kommandeur des XVIII. Luftlandekorps, das er 1952 und 1953 innehatte.
Nach einer kurzen Zeit als stellvertretender Kommandeur der amerikanischen Truppen im Fernen Osten übernahm er im Jahr 1954 den Oberbefehl über das IX. Korps, den er bis 1955 innehatte. Am 15. August 1955 trat Thomas Hickey mit dem Oberbefehl über die 3. Armee sein letztes Kommando an. In dieser Funktion löste er Alexander R. Bolling ab. Die 3. Armee war hauptsächlich mit Ausbildungsaufträgen betraut. Nachdem er sein Kommando im Mai 1958 an Clark L. Ruffner übergeben hatte, ging er in den Ruhestand.
Bis 1962 war er als Zivilist Vorsitzender eines Ausschusses (Net evaluation committee) im Pentagon. Er starb am 1. November 1983 und wurde auf dem Nationalfriedhof Arlington beigesetzt.

## Orden und Auszeichnungen
Thomas Hickey erhielt im Lauf seiner militärischen Laufbahn unter anderem folgende Auszeichnungen:
- Army Distinguished Service Medal
- Silver Star
- Legion of Merit
- Air Medal